# 高島 (徳島県)
高島（たかしま）は、徳島県鳴門市の北東部に位置する島。島内全域は鳴門町高島に当たる。

## 地理
かつては製塩の島で知られた。東は芙蓉橋をもって大毛島と連絡し、北はウチノ海を挟んで島田島に対し、西と南は小鳴門海峡に面している。東の鳴門町三ツ石との間には間水尾（あいの水尾川）と呼ばれる水路が地内西部を南北に通る。
元々は西部の小字竹島、東部の小字中島、中央部の高島山を中心とする地域の3つの島あるいは砂州状の地域からなっていたと考えられる。竹島は南北500m、東西100m、標高25mの小丘状をなす地域を中心とし、かつては砂洲や干潟の多い浅い海で高島と分けられていたと考えられ、頂上に竹島古墳がある。
高島山は高島の中央を南北に走り、北部の標高100mの小山を長崎山、南部を寺山と地元では呼称する。中島の語源も、大きい砂州があったから名付けられたと考えられる。その浅い海を高島山の麓と、三ツ石山（大毛島）の麓の両方から埋めて、しだいに塩田を築造し、最後に残った川状の比較的深い部分が、高島と大毛島を文化橋で結ぶ現在の合の水尾であると考えられる。
中島の北部には学園地（鳴門教育大学の校地）として、南部は住宅地として、急速に整備されている。

### 地形
- 山：高島山
- 川：あいの水尾川

### 小字
- 北
- 竹島
- 中島

- 浜中
- 南
- 山路

## 歴史
慶長3年（1598年）3月、淡路三原郡高屋村の篠原孫左衛門が従者10人と共に、撫養城主・益田大膳に願い出て塩田の開拓を始めたことをきっかけに、高島は塩田の島へとなっていく。周囲が海のため塩分濃度が少なくなることがなく、雨量が少なく乾燥の為の風も強く、また塩業に必要な物資の輸送にも便利であったため、高品質な塩の大量生産が可能だった。
開祖の篠原孫左衛門は昭和3年(1928年)に高島塩田開拓の功により従五位を追贈され、高島八幡神社の鳥居前に頌徳碑が建立されている。
昭和47年（1972年）、イオン交換膜法への転換により、塩田は廃止となった。当時の浜屋の遺構は鳴門塩田公園に「福永家住宅」として保存されている。
上水道が整備されるまでは水不足に悩まされていた地域であり、かつては高島山路にある「たくさんの池」や、昌住寺裏の「昌住寺池」が共同池として使われていた。

## 施設
- 鳴門ウチノ海総合公園
- 鳴門塩田公園
- 福永家住宅
- 鳴門教育大学
- 鳴門市鳴門西小学校
- 小鳴門大橋
- 昌住寺（阿波西国三十三観音霊場18番札所）

## 交通

### 道路
都道府県道
- 徳島県道11号鳴門公園線

### 路線バス
徳島バス
- 鳴門教育大学前
- 鳴門西小前
- 高島

### 航路
- 鳴門市営渡船（黒崎渡船） 無料で利用できる

## 著名な出身者
- 貴司 山治（小説家、劇作家）